# Hylaeus
Genre
Synonymes
- Amblyspatulariella Pittioni, 1950[2]
- Anhylaeus Heider, 1926[2]
- Anylaeus Bridwell, 1919[2]
- Auricularia Méhely, 1935[2]
- Barbata Méhely, 1935[2]
- Boreopsis Ikudome, 1991[2]
- Brachyspatulariella Pittioni, 1950[2]
- Campanularia Méhely, 1935[2]
- Cingulata Méhely, 1935[2]
- Dentigera Méhely, 1935[2]

Hylaeus est un genre d'abeilles de la famille des Colletidae.

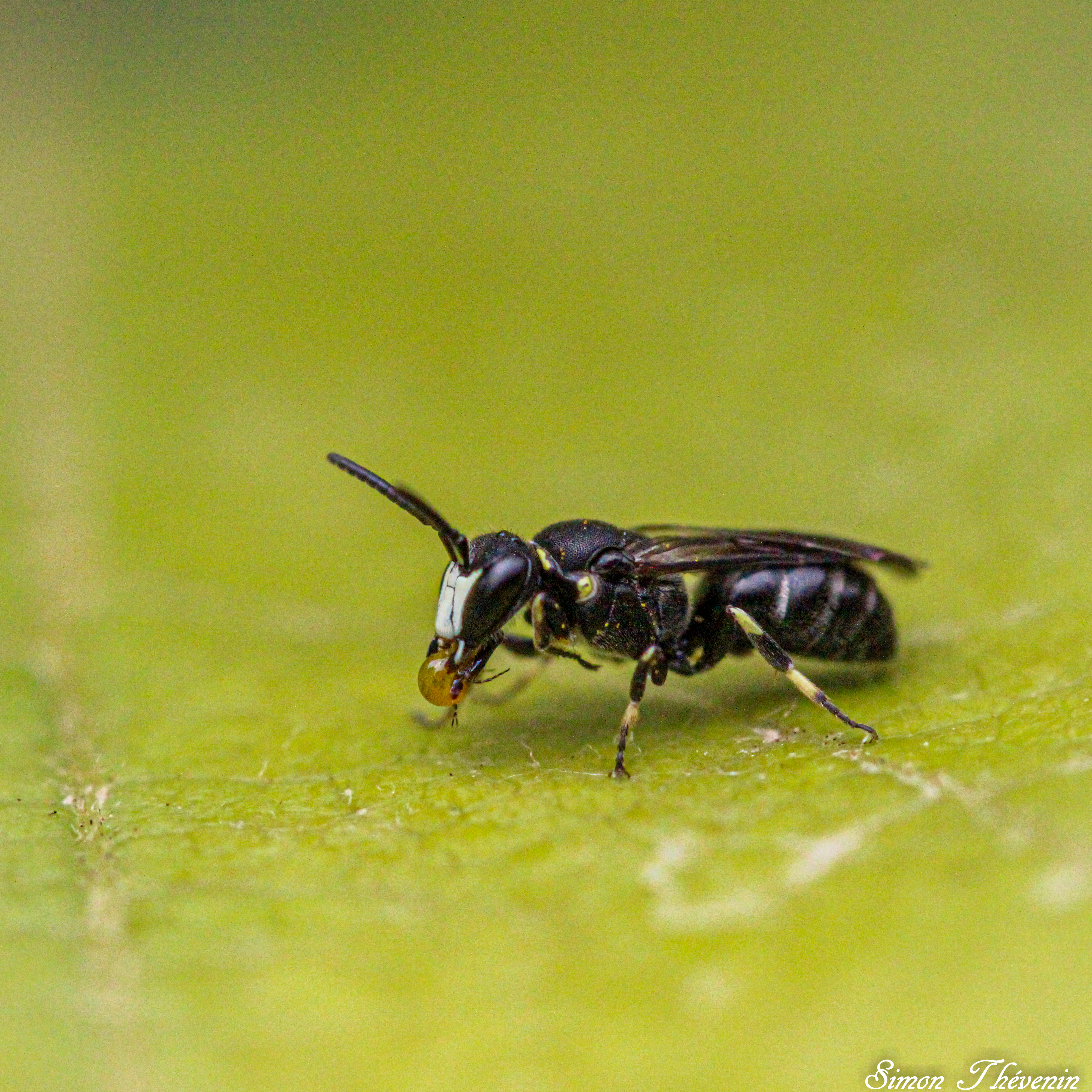
Hylaeus sp.

## Liste des espèces
Selon ITIS (11 mai 2019) :